# Mohammed Rashad Abdulle
Mohammed Rashad Abdulle (Laga Arba, c. 1933-Dire Dawa, 25 de mayo de 2013) fue un erudito oromo. Es conocido por desarrollar la fonología oromo y traducir el Corán al idioma oromo.

## Biografía
Mohammed Rashad nació en la aldea de Laga Arba cerca de la ciudad de Gelemso, hijo de Kabir Abdulle Kabir Mummaya y Amina Bakar. Aprendió el Corán de su padre y viajó mucho por la provincia de Hararghe para adquirir más conocimientos. Entre sus maestros se encontraban el jeque Mohammed Rashid Bilal, el jeque Hassan Anano, el jeque Abdullah al-Harari y el jeque Bakri Sapalo.
Después de terminar un programa de posgrado en la Universidad Al Azhar en El Cairo, Rashad fue designado por la Universidad como oficial en su escuela filial de Burao en el noroeste de Somalia en 1963. Después de tres años de trabajar para Al Azhar en Burao, fue a Mogadiscio y comenzó a trabajar para Front para Somali Galbeed como oficial de comunicaciones y coordinadora de jóvenes. Convenció a las autoridades somalíes para que abrieran un programa Afan Oromo de Radio Mogadiscio.
El jeque Mohammed Rashad Abdulle murió a los 79 años el 25 de mayo de 2013 en Dire Dawa.